# Zogelsdorf (Gemeinde Burgschleinitz-Kühnring)
Zogelsdorf ist eine Ortschaft und eine Katastralgemeinde der Gemeinde Burgschleinitz-Kühnring im Bezirk Horn in Niederösterreich. Die Ortschaft hat 129 Einwohner (Stand 1. Jänner 2024). Bis Ende 1966 war Zogelsdorf eine eigenständige Gemeinde.

## Geschichte
Laut Adressbuch von Österreich waren im Jahr 1938 in der Ortsgemeinde Zogelsdorf ein Gastwirt, ein Gemischtwarenhändler, eine Milchgenossenschaft, ein Schmied, ein Wagner und einige Landwirte ansässig.
Mit 1. Jänner 1967 wurden im Zuge der Niederösterreichischen Kommunalstrukturverbesserung die bis dahin selbständigen Gemeinden Burgschleinitz, Amelsdorf, Buttendorf, Kühnring, Matzelsdorf, Sachsendorf, Sonndorf und Zogelsdorf zu Burgschleinitz-Kühnring fusioniert.

## Siedlungsentwicklung
Zum Jahreswechsel 1979/1980 befanden sich in der Katastralgemeinde Zogelsdorf insgesamt 63 Bauflächen mit 56.101 m² und 23 Gärten auf 33.887 m², 1989/1990 gab es 70 Bauflächen. 1999/2000 war die Zahl der Bauflächen auf 95 angewachsen und 2009/2010 bestanden 85 Gebäude auf 189 Bauflächen.

## Bodennutzung
Die Katastralgemeinde ist landwirtschaftlich geprägt. 318 Hektar wurden zum Jahreswechsel 1979/1980 landwirtschaftlich genutzt und 10 Hektar waren forstwirtschaftlich geführte Waldflächen. 1999/2000 wurde auf 314 Hektar Landwirtschaft betrieben und 11 Hektar waren als forstwirtschaftlich genutzte Flächen ausgewiesen. Ende 2018 waren 289 Hektar als landwirtschaftliche Flächen genutzt und Forstwirtschaft wurde auf 11 Hektar betrieben. Die durchschnittliche Bodenklimazahl von Zogelsdorf beträgt 47,9 (Stand 2010).